# Rio da Prata (vattendrag i Brasilien, Santa Catarina)
Rio da Prata (portugisiska: Rio de Prata) är ett vattendrag i Brasilien.   Det ligger i delstaten Santa Catarina, i den södra delen av landet, 1 200 km söder om huvudstaden Brasília.
I omgivningarna runt Rio da Prata växer i huvudsak städsegrön lövskog. Runt Rio da Prata är det glesbefolkat, med 9 invånare per kvadratkilometer.